# Platysenta albopicta
Platysenta albopicta är en fjärilsart som beskrevs av Ludwig Carl Friedrich Graeser 1892. Platysenta albopicta ingår i släktet Platysenta och familjen nattflyn. Inga underarter finns listade i Catalogue of Life.